# Вендаш-Новаш
Ве́ндаш-Но́ваш (порт. Vendas Novas; МФА: [ˈvẽ.dɐʒ ˈno.vɐʃ], Ве́ндаж-Но́ваш) — муніципалітет і місто в Португалії, в окрузі Евора. Розташований у південно-східній частині країни, на теренах історичної португальської провінції Алентежу. Належить до Еворської діоцезії Католицької церкви в Португалії. Права міського самоврядування має з 1962 року. Поділяється на 2 парафії. За адміністративним поділом, чинним до 1976 року, був складовою провінції Верхнє Алентежу. Площа муніципалітету — 222,39 км², населення муніципалітету — 11846 ос. (2011); густота населення — 53,27 осіб/км²
. Патрон — святий Антоній. Святковий день муніципалітету — 7 вересня. Поштовий індекс — 7080.  Код місцевої адміністративної одиниці — 0712. Складова статистичного регіону Алентежу.

## Географія
Вендаш-Новаш розташований в центрі Португалії, на заході округу Евора.
Вендаш-Новаш межує на сході — з муніципалітетом Монтемор-у-Нову, на півдні — з муніципалітетом Алкасер-ду-Сал, на заході — з муніципалітетом Палмела, на північному заході — з муніципалітетом Монтіжу.

## Населення
| 1970  | 1981   | 1991   | 2001   | 2011   |
| 8 587 | 10 933 | 10 476 | 11 619 | 11 846 |